# 1994 WP3
1994 WP3 är en asteroid i huvudbältet som upptäcktes den 26 november 1994 av de båda japanska astronomerna Takeshi Urata och Yoshisada Shimizu vid Nachi-Katsuura-observatoriet.
Asteroiden har en diameter på ungefär 4 kilometer.